# Amrozi bin Nurhasyim
Ali Amrozi bin Haji Nurhasyim, plus connu sous le nom Amrozi (né le 5 juillet 1962 à Lamongan dans le Java oriental en Indonésie et mort le 9 novembre 2008 à Nusa Kambangan par exécution par arme à feu), est un terroriste islamiste indonésien membre de la Jemaah Islamiyah. Il est condamné pour son rôle dans la perpétration des Attentats de Bali du 12 octobre 2002. Il est le frère de Huda bin Abdul Haq (connu sous le nom Muklas). Ce dernier fut également exécuté pour son rôle dans l'attaque au même titre que le conspirateur Imam Samudra.

## Biographie

### Enfance
Amrozi est né à Lamongan dans le Java oriental en Indonésie en 1962, il est le cinquième enfant d'une fratrie de treize enfants. Il fréquente avec ses frères Muklas et Ali Imron l'école islamique d'Al-Mukmin fondée par Abu Bakar Bashir. Sa famille est très croyante et pratique suivant la mouvance wahhabite. Son grand-père est le premier « Pesantren » à Tenggulin. Son père, Nur Hasyim, a enseigné à ses enfants que les coutumes javanaises sont considérées comme hérétiques en vertu de la charia et qu'elles doivent être éradiquées. Celui-ci est impliqué dans la lutte pour l'indépendance de l'Indonésie contre les Néerlandais, relatant sans relâche les histoires d'héroïsme de ses compatriotes musulmans.
Amrozi montré peu d'intérêt pour les études scolaires et religieuses. Les rapports psychiatriques de la police effectués après les bombardements de Bali le décrivent comme "simple" et "superficiel", notant sa facilité à être influencé. Il est décrit comme une personne immature avec une capacité intellectuelle inférieure à la normale. Il se marie à l'âge de 23 ans et devient père d'une fille deux ans plus tard. Sans réussite dans ses études, il vandalise et profane les tombes javanaises, vole et fait du recel.
Son frère, Muklas, est un membre respecté de la communauté musulmane. Ce dernier, qui a couvé son jeune frère les premières années, le rejette en raison de ses actes de délinquance. Amrozi finit par se faire accepter par son frère lorsqu'il devient un bon musulman, cessant de fumer et de regarder des films, effectuant ses cinq prières quotidiennes.
Dans les années 1990, Amrozi assiste au « Lukman Nul Hakim », un événement assuré chaque mois par un imam radical du nom d'Abu Bakar Bashir, expulsé d'Indonésie pour trahison. Dans la vie civile, Amrozi devient tour à tour garagiste, réparateur de téléphones et mécanicien. Il circule avec une fourgonnette qui servira plus tard pour les attentats.

### Les attentats de Bali
Dans la soirée du 12 octobre 2002, deux bombes explosent sur le site touristique de Kuta dans l'île de Bali, provoquant le décès de 202 personnes. Amrozi admet sa participation aux attentats et revendique d'autres bombardements à Jakarta, Ambon et Mojokerto.
Ses deux frères, Muklas et Ali Imron, sont également impliqués. Muklas est soupçonné d'avoir converti Amrozi au militantisme. À l'exception d'Ali Imron, tous sont condamnés à mort par la justice.
Amrozi explique avoir été motivé par la politique étrangère des États-Unis et leur impérialisme sur le monde musulman, et vise la décadence des comportements des « Blancs » symbolisés par les touristes australiens à Bali. 
Dans une interview du chef des investigations, le Général I Made Mangku Pastika, déclare qu'« il n'y a aucun regret pour Amrozi, il s'agit d'un devoir envers Allah, ne montant aucun regret ... il est très calme, très cool .... fier de ses activités ... Il ne regrette pas [que la plupart des Occidentaux qui sont morts étaient des Australiens plutôt que des Américains] mais il est juste malheureux de cela. » Le comportement nonchalant d'Amrozi tout au long du procès lui ont valu des surnoms tels que « l'assassin souriant » (The smiling assassin), « le bombardier souriant » (The smiling bomber) ou « le bombardier rieur » (The laughing bomber).
Il est reconnu coupable pour son rôle dans les attentats et condamné à la peine de mort avec exécution par un peloton de tirs. Souriant à l'énoncé du verdict car il désirait mourir en martyr, il fait toutefois appel et son exécution est retardée de cinq années pour des raisons de procédures. Dans l'attente de son exécution, il est transféré de prison en prison en raison des milliers de manifestants souhaitant prendre d'assaut sa prison pour le tuer à l'occasion du troisième anniversaire de ces attentats. Cela n'empêche pas Amrozi de se marier avec une seconde épouse le 12 mai 2008 - tout en restant marié avec sa première épouse.
Avant son exécution, il a demandé à ne pas être fusillé mais décapité, mais l'administration refuse sa demande. Il est exécuté le 9 novembre 2008 à minuit et quart. Malgré son comportement insouciant tout au long de son procès et de son incarcération, Amrozi était selon les médias venus assister à l'exécution pâle et tremblait avant son exécution.